# Carburateur

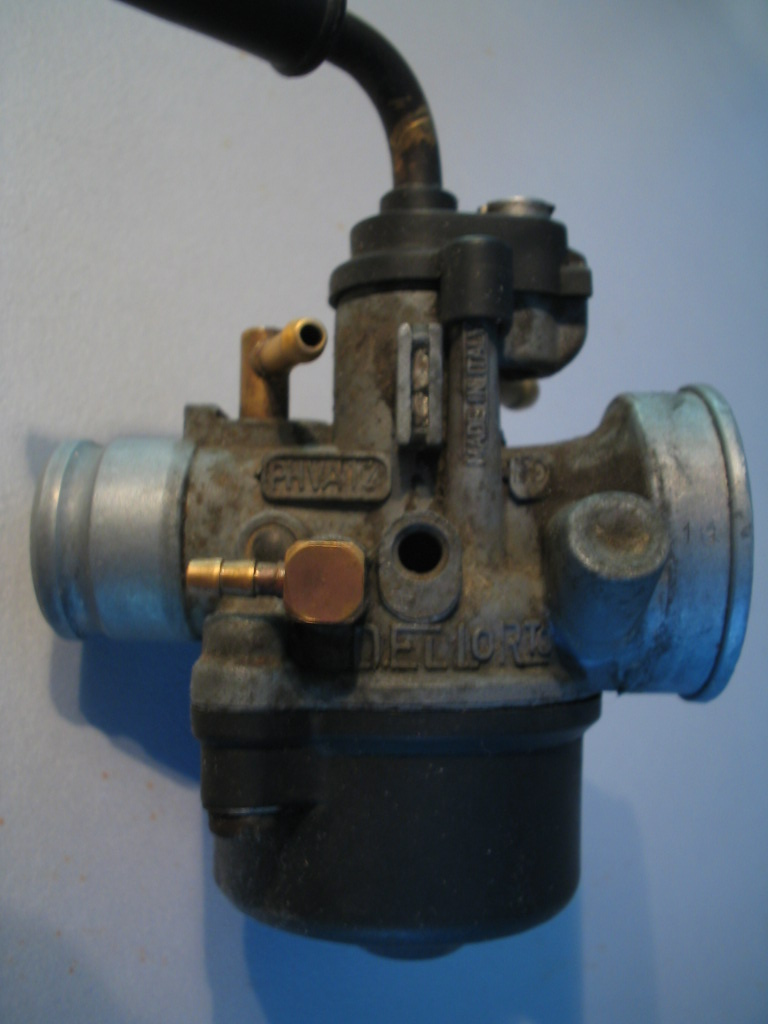
Carburateur van een Piaggio Sfera

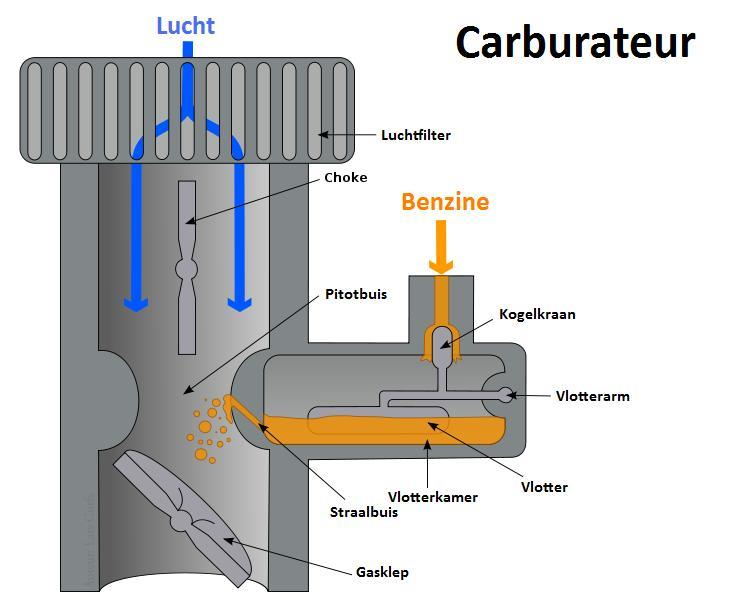
Schematisch overzicht van een carburator

Een carburateur of carburator is een deel van een verbrandingsmotor dat ervoor zorgt dat de brandstof (meestal benzine) wordt verneveld en met lucht vermengd voordat het aldus ontstane mengsel in de cilinders wordt gezogen.
Bij moderne automotoren is de carburateur bijna altijd vervangen door benzine-inspuiting. 
De werking van een carburateur berust op de wet van Bernoulli. Een carburateur bestaat in hoofdzaak uit een buis met een vernauwing in het midden. Als de zuiger omlaag gaat om nieuwe lucht aan te zuigen (de aanzuigslag), wordt deze lucht via de carburateur aangezogen. Bij de versmalling in de carburateur gaat de lucht sneller stromen, waardoor de druk lager wordt (venturi-effect). Hierdoor zal vanuit een kleine opening in de wand van de buis de benzine worden meegezogen en verneveld in de lucht. Met behulp van een sproeier, een kalibratie in het benzinekanaal, kan de verhouding benzine/lucht veranderd worden: een grotere sproeier betekent een groter gaatje voor benzine, dus meer benzine in het mengsel. 
Met behulp van een gasschuif en een gasnaald kan de aan de motor toegevoerde hoeveelheid mengsel worden geregeld.

## Aansluitingen
Een carburateur is verbonden met een luchtinlaat, meestal via een luchtfilter en krijgt benzine toegevoerd door zwaartekracht (als de brandstoftank boven de carburateur is gemonteerd) of door een elektrische of via de nokkenas mechanisch aangedreven brandstofpomp. 
In tweetaktmotoren kan de benzine ook door de onderdruk in het carter worden aangezogen, dit gebeurt middels een membraanpomp, bijvoorbeeld bij scooters en karts. 
Het lucht-benzinemengsel verlaat de carburateur bij een viertaktmotor via het inlaatspruitstuk langs inlaatkleppen, om in de cilinders te worden verbrand.

## Komst van injectie
Door de opkomst van injectiesystemen sinds de jaren tachtig worden carburateurs steeds minder gebruikt op nieuwe voertuigen. Dit heeft tevens te maken met de constant strenger wordende emissienormen. Terwijl injectie dynamisch en precies werkt, zijn carburateurs relatief vervuilend, zelfs wanneer ze niet in gebruik zijn. Ongebruikte brandstof in carburateurs kan namelijk nog steeds verdampen.

## Onderdelen
Onderdelen van een carburateur kunnen zijn:
- acceleratiepomp
- benzinefilter (intern)
- choke
- gasschuif
- mengselverhoudingstelschroef
- naald (ook wel gasnaald genoemd)
- hoofdsproeier
- compensatiesproeier
- stationairstelschroef
- venturi
- vlotter
- vlotternaald